# Collinge
De Collinge is een historische motorfiets.
Deze zeer bijzondere machine voor snelheidsrecords werd in 1949 in Engeland gebouwd. Hij was voorzien van een 500 cc viercilinder boxermotor. De rijder lag gestrekt op zijn buik boven de motor, die geheel ingepakt was in een sigaarvormige stroomlijn.